# Canton (Suisse)
Pour les articles homonymes, voir Canton (homonymie).
Pour un article plus général, voir Canton.
| Valais Tessin Grisons Genève Vaud Neuchâtel Jura Berne Thurgovie Zurich Argovie Lucerne Soleure Bâle-Campagne Schaffhouse Uri Schwytz Glaris Saint-Gall AI AR Obwald Nidwald Zoug Fribourg Bâle-Ville France Italie Liechten- · stein Autriche Allemagne |

Les 26 cantons suisses sont les États fédérés de la Confédération suisse.
Par ordre alphabétique, il s'agit des cantons d'Appenzell Rhodes-Extérieures, d'Appenzell Rhodes-Intérieures, d'Argovie, de Bâle-Campagne, de Bâle-Ville, de Berne, de Fribourg, de Genève, de Glaris, des Grisons, du Jura, de Lucerne, de Neuchâtel, de Nidwald, d'Obwald, de Saint-Gall, de Schaffhouse, de Schwytz, de Soleure, du Tessin, de Thurgovie, d'Uri, du Valais, de Vaud, de Zoug et de Zurich.

## Étymologie
Du temps de l'ancienne Confédération suisse, les États qui la composent sont désignés généralement par les termes de « villes » et « campagnes » au XIVe siècle. Orte (pluriel de Ort, « lieu » en allemand) remplace de plus en plus ces termes à partir de la première moitié du XVe siècle. Pour le traduire en Suisse romande, le mot « canton » est dérivé de l'italien « cantone » et du latin médiéval « canto », qui signifie d'abord « coin », « quartier », puis « partie d'un pays ». Canton est employé pour désigner un État confédéré dans des documents fribourgeois dès 1475. Sous cette acception, le mot se répand dès 1490 dans les pays de langue française et italienne, puis dans d'autres régions d'Europe.
Dans l'aire linguistique allemande, « Kanton » apparaît en 1650, sans parvenir à éliminer les termes privilégiés de « Stand » et d'« Ort ». « Stand », qui signifie en français « ordre » ou « état », est entré en usage vers 1550 et jouit aussitôt d'une grande faveur car il implique une certaine liberté et souveraineté. La révolution helvétique de 1798 fait disparaître les termes d'« Ort » et de « Stand ». « Canton » est alors utilisé dans les principales circonscriptions nouvelles de la République helvétique. Après l'acte de Médiation en 1803, « Stand » et « Kanton » deviennent des synonymes ; avec le Pacte fédéral de 1815, « Stand » reste préféré en allemand. Depuis 1848, les constitutions successives désignent les États souverains de la confédération par « cantons » en français, « Kantone » et son synonyme « Stände » en allemand et « cantoni » en italien.
En parallèle, les mots « république » (en allemand : Republik emprunt de l'allemand au français) s'est répandu au XVIIe siècle pour décrire le régime de la plupart des cantons et pays alliés de la Confédération. Cette formulation exprime alors leur souveraineté à l'égard de puissances étrangères (Genève envers la Savoie en 1603), le remplacement d'une monarchie par un régime d'assemblée (cas des dizains valaisans en lutte contre le prince-évêque de Sion en 1628) ou le statut d'exemption de la Confédération envers le Saint-Empire romain germanique dès 1648. La notion rencontre cependant davantage de succès dans les grands cantons protestants de l'ouest comme Berne que dans les cantons catholiques à landsgemeinde, car la république n'implique pas la démocratie et peut même lui être expressément opposée. En 1815, quelques anciens cantons, dont celui de Berne, reprennent la dénomination traditionnelle de « Ville et République », mais cette forme est finalement abandonnée en faveur de « canton », sans doute pour éviter une mise en avant du chef-lieu. Les nouveaux cantons de la Suisse latine choisissent quant à eux le titre de « république », qui souligne leur indépendance, alors que « canton » met l'accent sur l'appartenance à la Confédération. Genève, Neuchâtel et le Tessin ont ainsi conservé la formulation « République et canton ». Dans le cas de Neuchâtel, cette appellation reflète le passage du statut de principauté prussienne à celui de membre souverain de la Confédération. Lorsque le canton du Jura est créé en 1979, il prend lui aussi la dénomination de « République et canton ».

## Généralités
Les 26 cantons ont chacun leurs propres constitution, parlement, gouvernement et tribunaux. Les abréviations de deux lettres désignant les cantons suisses sont largement utilisées. Par exemple, elles servent aux plaques d'immatriculation et aux codes ISO 3166-2 avec le préfixe « CH- » (ex. : CH-SZ pour le canton de Schwytz).

Les Conférences des directeurs cantonaux, regroupées dans la Maison des cantons, constituent des institutions intercantonales.

## Données cantonales
| Abr. Réf. | Armoiries et drapeaux | Canton                                                | Depuis                                                                     | Chef-lieu                          | Population (31 décembre 2023) | Superficie [km2] | Densité, [hab./km2] | Nombre de communes (1er janvier 2023) | Langues officielles                | Localisation |
| --------- | --------------------- | ----------------------------------------------------- | -------------------------------------------------------------------------- | ---------------------------------- | ----------------------------- | ---------------- | ------------------- | ------------------------------------- | ---------------------------------- | ------------ |
| ZH        |                       | Zurich (Zürich)                                       | 1er mai 1351                                                               | Zurich                             | +1 605 508,                   | +1 729,          | 929                 | 160                                   | allemand                           |              |
| BE        |                       | Berne (Bern)                                          | 6 mars 1353                                                                | Berne                              | +1 063 533,                   | +5 959,44        | 178                 | 337                                   | allemand français                  |              |
| LU        |                       | Lucerne (Luzern)                                      | 7 novembre 1332                                                            | Lucerne                            | +0432 744,                    | +1 493,44        | 290                 | 80                                    | allemand                           |              |
| UR        |                       | Uri                                                   | août 1291                                                                  | Altdorf                            | +0037 931,                    | +1 076,57        | 35                  | 19                                    | allemand                           |              |
| SZ        |                       | Schwytz (Schwyz)                                      | août 1291                                                                  | Schwytz                            | +0167 403,                    | +0906,92         | 185                 | 30                                    | allemand                           |              |
| OW        |                       | Obwald (Obwalden)                                     | août 1291                                                                  | Sarnen                             | +0039 272,                    | +0490,59         | 80                  | 7                                     | allemand                           |              |
| NW        |                       | Nidwald (Nidwalden)                                   | août 1291                                                                  | Stans                              | +0045 016,                    | +0275,9          | 163                 | 11                                    | allemand                           |              |
| GL        |                       | Glaris (Glarus)                                       | 4 juin 1352                                                                | Glaris                             | +0042 056,                    | +0685,3          | 61                  | 3                                     | allemand                           |              |
| ZG        |                       | Zoug (Zug)                                            | 27 juin 1352                                                               | Zoug                               | +0132 556,                    | +0238,69         | 555                 | 11                                    | allemand                           |              |
| FR        |                       | Fribourg (Freiburg)                                   | 22 décembre 1481                                                           | Fribourg                           | +0341 537,                    | +1 670,7         | 204                 | 126                                   | français allemand                  |              |
| SO        |                       | Soleure (Solothurn)                                   | 22 décembre 1481                                                           | Soleure                            | +0286 844,                    | +0790,49         | 363                 | 107                                   | allemand                           |              |
| BS        |                       | Bâle-Ville (Basel-Stadt)                              | 13 juillet 1501                                                            | Bâle                               | +0200 031,                    | +0037,           | 5406                | 3                                     | allemand                           |              |
| BL        |                       | Bâle-Campagne (Basel-Landschaft)                      | 13 juillet 1501                                                            | Liestal                            | +0298 837,                    | +0517,56         | 577                 | 86                                    | allemand                           |              |
| SH        |                       | Schaffhouse (Schaffhausen)                            | 19 août 1501                                                               | Schaffhouse                        | +0087 111,                    | +0298,42         | 292                 | 26                                    | allemand                           |              |
| AR        |                       | Appenzell Rhodes-Extérieures (Appenzell Ausserrhoden) | 17 décembre 1513                                                           | Aucun (de jure) Herisau (de facto) | +0056 495,                    | +0242,86         | 233                 | 20                                    | allemand                           |              |
| AI        |                       | Appenzell Rhodes-Intérieures (Appenzell Innerrhoden)  | 17 décembre 1513                                                           | Appenzell                          | +0016 585,                    | +0172,52         | 96                  | 0 (de jure) 5 (de facto)              | allemand                           |              |
| SG        |                       | Saint-Gall (St. Gallen)                               | 19 février 1803                                                            | Saint-Gall                         | +0535 114,                    | +2 025,54        | 264                 | 75                                    | allemand                           |              |
| GR        |                       | Grisons (Graubünden, Grischun, Grigioni)              | 19 février 1803                                                            | Coire                              | +0204 888,                    | +7 105,44        | 29                  | 101                                   | allemand romanche italien          |              |
| AG        |                       | Argovie (Aargau)                                      | 19 février 1803                                                            | Aarau                              | +0726 894,                    | +1 403,73        | 518                 | 198                                   | allemand                           |              |
| TG        |                       | Thurgovie (Thurgau)                                   | 19 février 1803                                                            | Frauenfeld                         | +0295 220,                    | +0991,02         | 298                 | 80                                    | allemand                           |              |
| TI        |                       | Tessin (Ticino)                                       | 19 février 1803                                                            | Bellinzone                         | +0357 720,                    | +2 812,2         | 127                 | 106                                   | italien                            |              |
| VD        |                       | Vaud                                                  | 14 avril 1803                                                              | Lausanne                           | +0845 870,                    | +3 212,03        | 263                 | 300                                   | français                           |              |
| VS        |                       | Valais (Wallis)                                       | 4 août 1815                                                                | Sion                               | +0365 844,                    | +5 224,25        | 70                  | 122                                   | français allemand                  |              |
| NE        |                       | Neuchâtel                                             | 19 mai 1815                                                                | Neuchâtel                          | +0178 291,                    | +0802,93         | 222                 | 27                                    | français                           |              |
| GE        |                       | Genève                                                | 19 mai 1815                                                                | Genève                             | +0524 410,                    | +0282,48         | 1856                | 45                                    | français                           |              |
| JU        |                       | Jura                                                  | 1er janvier 1979                                                           | Delémont                           | +0074 548,                    | +0838,55         | 89                  | 51                                    | français                           |              |
| CH        |                       | Suisse (Schweiz, Svizzera, Svizra)                    | août 1291 (Confédération des III cantons) 12 septembre 1848 (État fédéral) | Berne (de facto)                   | +8 815 385,                   | +41 284,57       | 214                 | 2 136                                 | allemand français italien romanche |              |

## Demi-cantons
Six cantons étaient considérés jusqu'en 1999 comme des demi-cantons : Nidwald, Obwald, Appenzell Rhodes-Intérieures, Appenzell Rhodes-Extérieures, Bâle-Ville et Bâle-Campagne. Depuis lors, ils sont nommés cantons au même titre que les autres. Cette modification de la Constitution ne change que la dénomination des demi-cantons ; ceux-ci conservent leurs règles constitutionnelles particulières, à savoir qu'ils ne bénéficient que d'un seul siège au lieu de deux au Conseil des États, et qu'ils ne comptent que pour moitié dans le décompte des voix des cantons lors de votations fédérales.

## Entrées dans la Confédération et modifications territoriales
Les entrées des cantons dans la Confédération suisse s'est construite par alliances et conquêtes progressives de territoires à travers les siècles.
- Début août 1291 : alliance des contrées d'Uri, de Schwytz et de Nidwald (comprenant Obwald et regroupés, plus tard, sous le nom générique d'Unterwald). Création des cantons d'Uri, de Schwytz et d'Unterwald : trois cantons.
- 7 novembre 1332 : la ville de Lucerne et ses environs, rejoint la Confédération : quatre cantons[17].
- 1er mai 1351 : ayant besoin de la route du Gothard pour son commerce, la ville de Zurich et ses environs, rejoignent la Confédération : cinq cantons[17].
- 4 juin 1352 : la ville de Glaris et sa vallée rejoignent la Confédération : six cantons[17].
- 27 juin 1352 : les Confédérés assiègent la ville de Zoug et s'en emparent : sept cantons[17].
- 6 mars 1353 : la ville de Berne et ses environs rejoignent la Confédération : huit cantons[17].
- 22 décembre 1481 : les villes de Fribourg et de Soleure demandent leur adhésion à la Confédération. Après trois ans de discussion et l’intervention de Nicolas de Flüe, les deux villes sont acceptées par la Diète fédérale : dix cantons[17].
- 13 juillet 1501 : la ville de Bâle et ses environs intègrent la Confédération : onze cantons[17].
- 19 août 1501 : la ville de Schaffhouse et ses environs rejoignent la Confédération : douze cantons[17].
- 17 décembre 1513 : les vallées Appenzelloises rejoignent la Confédération : treize cantons[17].
- 8 septembre 1597 : séparation en deux du canton d'Appenzell (tensions religieuses) : création de deux demi-cantons d'Appenzell Rhodes-Intérieures et d'Appenzell Rhodes-Extérieures[18],[17],[19].
- 1798 : plusieurs villes, cantons et leurs alliés font leur révolution. Environ 40 républiques sont proclamées mais celles-ci ne survivront que quelques mois[17].
- Janvier 1798 : réunion des bailliages communs de Rheintal, Werdenberg, Gams, Gaster, Uznach, ainsi que la baronnie de Sax-Forstegg, le bailliage de March et la république de Rapperswil : création du canton de Sargans[17].
- Le 28 mars 1798 :
  - Le canton de Berne est amputé du sud de son territoire : création du canton de l'Oberland[17].
  - Création des cantons du Léman et de l'Argovie[17].
  - Le « pays allié » de la République des Sept-Dizains est intégré à la République : création du canton du Valais[17].
  - Les cantons d'Uri, de Schwyz, de Unterwald et Zoug sont réunis : création du canton de Waldstätten[17].
  - Le canton de Glaris et de ses bailliages communs sont réunis : création du canton de la Linth[17].
  - Le canton d'Appenzell, ses pays alliés et le canton et Saint-Gall sont réunis : création du canton du Säntis[17].
  - Réunions de plusieurs « bailliages communs » : création des cantons de Baden, de Bellinzone, de Lugano et de Thurgovie[17].
- Juin 1798 : dissolution du canton de Sargans : il est absorbé par le canton de la Linth[17].
- 1799 : le « pays allié » des Trois Ligues est intégré à la République : création du canton de Rhétie[17].
- 20 février 1802 : annexion de territoires de la région de Brisgau, en Autriche antérieure : création du canton de Fricktal[17].
- 5 septembre 1802 : dissolution du canton du Valais : création de la République rhodanienne (république indépendante)[17].

Le 30 septembre 1802, Napoléon Bonaparte impose l'Acte de Médiation qui définit une nouvelle Constitution pour le pays ainsi qu'un nouveau découpage des frontières cantonales. Cela donne naissance à la Confédération des XIX cantons qui est en réalité un État soumis au contrôle français.
- Le 19 février 1803 :
  - Dissolution des cantons de l'Oberland, du Léman, des Waldstätten, de la Linth, du Säntis, de Baden, de Bellinzone, de Lugano et de Fricktal[17].
  - Modifications des frontières de certains cantons : création des cantons d'Argovie, de Thurgovie, de Saint-Gall, du Tessin, de Vaud et des Grisons[17].

Après la chute de Napoléon Bonaparte et la fin du régime de l'Acte de Médiation, la Confédération des XXII cantons est proclamée. C'est au Congrès de Vienne qu'aboutissent les négociations pour l'entrée dans la Confédération de trois nouveaux cantons ainsi que des modifications de frontières en 1815.
- 20 mars 1815 : rattachement d'une partie du département du Mont-Terrible au canton de Berne[17].
- 19 mai 1815 : la principauté de Neuchâtel et la république de Genève adhèrent à la Confédération : création des cantons de Neuchâtel et de Genève[17].
- Le 4 août 1815 : le département du Simplon adhère à la Confédération : création du canton du Valais[17].
- 1831 : séparation en deux du cantons de Schwytz (tensions politiques) : création de deux demi-cantons de Schwytz-Intérieur et de Schwytz-Extérieur[17].
- 26 août 1833 : séparation du canton de Bâle : création des deux demi-cantons de Bâle-Ville et de Bâle-Campagne[17].
- 23 octobre 1833 : dissolution des deux demi-cantons de Schwytz-Intérieur et de Schwytz-Extérieur : re-création du canton de Schwytz[17].
- Le 1er janvier 1979 : séparation de la moitié de la partie francophone du canton de Berne : création du canton du Jura[20].

## Représentation des cantons au parlement fédéral

### Conseil national
Au Conseil national, les sièges sont répartis entre les cantons proportionnellement à leur population résidante et chaque canton constitue une circonscription électorale. Le Conseil fédéral arrête le nombre de sièges par canton pour l'élection à venir par voie d'ordonnance. La méthode de calcul utilisée est définie par l’article 17 de la loi sur les droits politiques.

### Conseil des États
Au Conseil des États, leur nombre est identique, quelles que soient la taille et la population du canton, à savoir deux chacun et un par ancien demi-canton.

## Cinquième Suisse
L'expression « Cinquième Suisse » est notamment utilisée lors de commentaires après des votations ou des élections pour désigner les Suisses de l'étranger. Plus de 716 000 expatriés sont recensés en 2012.

## Dans la culture
Dans l'introduction de certaines éditions de l'album de bande dessinée Les Helvétiques (aventure de Corto Maltese), Hugo Pratt présente les 26 cantons à travers de courts textes, accompagnés de ses aquarelles. Ces documents évoquent le voyage fait par le héros, qui visite tous les cantons en 1924.

## Ordre
L'ordre d'énumération des 26 cantons dans la Constitution commence par le canton de Zurich, suivi des cantons de Berne et de Lucerne, puis des autres 23 cantons dans l'ordre chronologique de leur entrée dans la Confédération. Cet ordre remonte aux anciens cantons directeurs (Vorort) du Pacte fédéral de 1815, qui étaient chargés d'expédier les affaires en l'absence de la Diète fédérale. Il est maintenu dans la Constitution de 1999 même s'il est, selon le message du Conseil fédéral de l'époque, « désormais sans signification juridique ».